# Samuel Lucas
Samuel Enrique Lucas Arana (La Lima, Cortés, Honduras, 7 de noviembre de 1996) es un futbolista hondureño. Juega como delantero y su actual club es el Atlético Júnior de la Liga Nacional de ascenso hondureña.

## Trayectoria
Empezó en el Nacional Villanueva de la segunda división, desde ahí despertó el interés de clubes como Motagua, Marathón y Saprissa.
Finalmente, a mediados 2015, el cuadro verdolaga fue quien lo firmó con un contrato de 4 años. 
Después pasó a préstamo con clubes como Atlético Limeño y Atlético Choloma, entre 2016 y 2017.
Debutó en el máximo circuito el 25 de octubre de 2017 durante una derrota de Marathón ante Juticalpa por 3-0.
El 18 de junio de 2019, Marathón anunció su cesión al Honduras Progreso, club que posteriormente adquirió su ficha de forma definitiva.

## Clubes
| Club                      | País     | Año           |
| ------------------------- | -------- | ------------- |
| Nacional Villanueva       | Honduras | 2014-2015     |
| Marathón                  | Honduras | 2015-2016     |
| Atlético Choloma (cedido) | Honduras | 2016          |
| Atlético Limeño (cedido)  | Honduras | 2017          |
| Marathón                  | Honduras | 2017-2019     |
| Honduras Progreso         | Honduras | 2019-Presente |

## Palmarés

### Campeonatos nacionales
| Título          | Club     | País     | Año  |
| --------------- | -------- | -------- | ---- |
| Torneo Clausura | Marathón | Honduras | 2018 |